# Чехословашка социалистическа република
Чехословашка социалистическа република (на чешки и на словашки: Československá socialistická republika) е названието на Чехословакия от 1960 г. до 1990 г. Тя е част от Варшавския договор и сателитна държава на Съветския съюз. Понякога е наричана Четвърта чехословашка република.
В началото държавата е унитарна, но през 1969 г. става федеративна. Състои се от Чешка и Словашка социалистическа република През 1990 г. се преименува на Чешка и Словашка федеративна република.
След преврата в страната от февруари 1948 г., когато Комунистическата партия на Чехословакия завзема властта с подкрепата на СССР, държавата е обявена за народна република съгласно Деветомайската конституция. Традиционното име Чехословашка република е променено на 11 юли 1960 г. с въвеждането на нова конституция като символ на „окончателната победа на социализма в страната“. Името е сменено едва след Нежната революция от ноември 1989 г.